# Thees
Thees ist ein männlicher Vorname und ein Familienname.

## Herkunft und Bedeutung
Der Name Thees ist eine niederdeutsche Ableitung vom biblischen Namen Matthäus. Das niederländische Äquivalent ist Thijs.

## Namensträger
- Thees Carstens (* 1967), deutscher Comic-Zeichner und Autor
- Thees Glabisch (* 1994), deutscher Handballspieler
- Thees Uhlmann (* 1974), deutscher Musiker

## Familienname
- Kristian Thees (* 1966), deutscher Hörfunkmoderator
- Marion Thees (* 1984), deutsche Skeletonpilotin
- Olaf Thees (* 1958), deutscher Politiker (CDU)